# Ernst Pavel
Ernst Pavel är en rumänsk kanotist.
Han tog bland annat VM-guld i K-2 500 meter i samband med sprintvärldsmästerskapen i kanotsport 1973 i Tammerfors.